# Apollo 18
Apollo 18 ist die Bezeichnung für einen geplanten Mondflug im Rahmen des Apollo-Programms der NASA. Der Flug wurde im September 1970 abgesagt.

## Zeitplan und Landeplatz
Kurz nach der erfolgreichen Mondlandung von Apollo 11 verkündete die NASA am 29. Juli 1969 das weitere Programm. Demnach war Apollo 18 für Februar 1972 vorgesehen und sollte in der Nähe des Kraters Tycho landen. Diese Mondregion war zwar wissenschaftlich reizvoll, aber schwer zu erreichen, weil sie sehr weit vom Mondäquator entfernt liegt (43° südlicher Breite).
Bei einer Neuplanung im Oktober 1969 wurde dieser Landeplatz daher auf die damals späteste geplante Mission, Apollo 20, verschoben. Für Apollo 18 wurde der Krater Copernicus ausgesucht, mit der Davy-Rille als Ersatzlandeplatz.

## Geplante Besatzung
Am 26. März 1970 wurde die Besatzung von Apollo 15 bekannt gegeben. Da üblicherweise die Ersatzmannschaft drei Flüge später die Hauptmannschaft bildete, konnten sich Richard Gordon, Vance Brand und Jack Schmitt berechtigte Hoffnungen machen, für Apollo 18 nominiert zu werden.

## Die Absage
Am 2. September 1970, zwischen den Flügen von Apollo 13 und Apollo 14, gab die NASA auf einer Pressekonferenz bekannt, dass zwei Apolloflüge gestrichen würden. Nach der Planung waren dies die Missionen Apollo 15 und Apollo 19, jedoch wurden die übrigen Missionen neu durchnummeriert, so dass Apollo 17 nun den Schlusspunkt bilden sollte, da bereits im Januar 1970 der Flug Apollo 20 gestrichen wurde.
Gordon und Brand kamen nicht mehr zum Zug, Schmitt, der einzige Wissenschaftler unter den nominierten Astronauten, wurde auf Druck von NASA-Wissenschaftlern im August 1971 für die Mission von Apollo 17 vorgezogen.

## Fluggeräte
Die Fertigung der vorgesehenen Saturn-V-Rakete SA-514 wurde zwar begonnen, aber nie beendet. Obwohl der Flug bereits abgesagt war, wurden später Teile der Rakete ins Kennedy Space Center geliefert: die zweite Stufe am 6. Oktober 1970, die dritte Stufe am 28. März 1973. Diese beiden Stufen sind Teil der dort ausgestellten Saturn V. Die erste Stufe der Rakete ist heute Teil des anderen Ausstellungsstücks vor dem Lyndon B. Johnson Space Center in Houston.
Die vorgesehene Mondlandefähre LM-12 wurde für Apollo 17 verwendet.
Zur Zeit der Streichung waren mehrere Apollo-Raumschiffe im Bau. Während die Vorbereitungen für Apollo 14 (mit dem Raumschiff CSM-110) bereits auf Hochtouren liefen, konnten spätere Missionen umgeplant werden. Apollo 15 sollte nun einen Mondflug mit erweitertem wissenschaftlichen Profil durchführen. Aus diesem Grund wurden den drei letzten Mondflügen die weiterentwickelten Raumschiffe CSM-112 bis CSM-114 zugewiesen, so dass das ursprünglich für Apollo 18 vorgesehene CSM-114 nun mit Apollo 17 flog.

## Film
Am 13. Oktober 2011 wurde der Film Apollo 18 veröffentlicht, der die fiktive Geschichte von einer im Geheimen stattgefundenen Apollo-18-Mission erzählt. Auch in dem Film Moontrap (1989) gibt es eine weitere Apollo-Mission.
Des Weiteren wird Apollo 18 in der Miniserie Constellation (2024) vor dem Hintergrund alternativer Realitäten als Mondmission mit katastrophalem Verlauf dargestellt, in dessen Folge zwei von drei Astronauten ihr Leben verlieren.  

## Belege
1. ↑   NASA reaches its outer limit latimes.com, abgerufen am 21. September 2011